# Taygeta
Taygeta (19 Tauri) is een ster in het sterrenbeeld Stier (Taurus).
De ster maakt deel uit van de sterrenhoop Pleiaden.